# Metta von Oberg
Anna Metta von Oberg (* 10. November 1737 auf Gut Jersbek; † 25. Oktober 1794 in Uetersen) war eine deutsche Baronesse,  Stiftsdame und Wegbegleiterin von Augusta Louise zu Stolberg-Stolberg.

## Leben

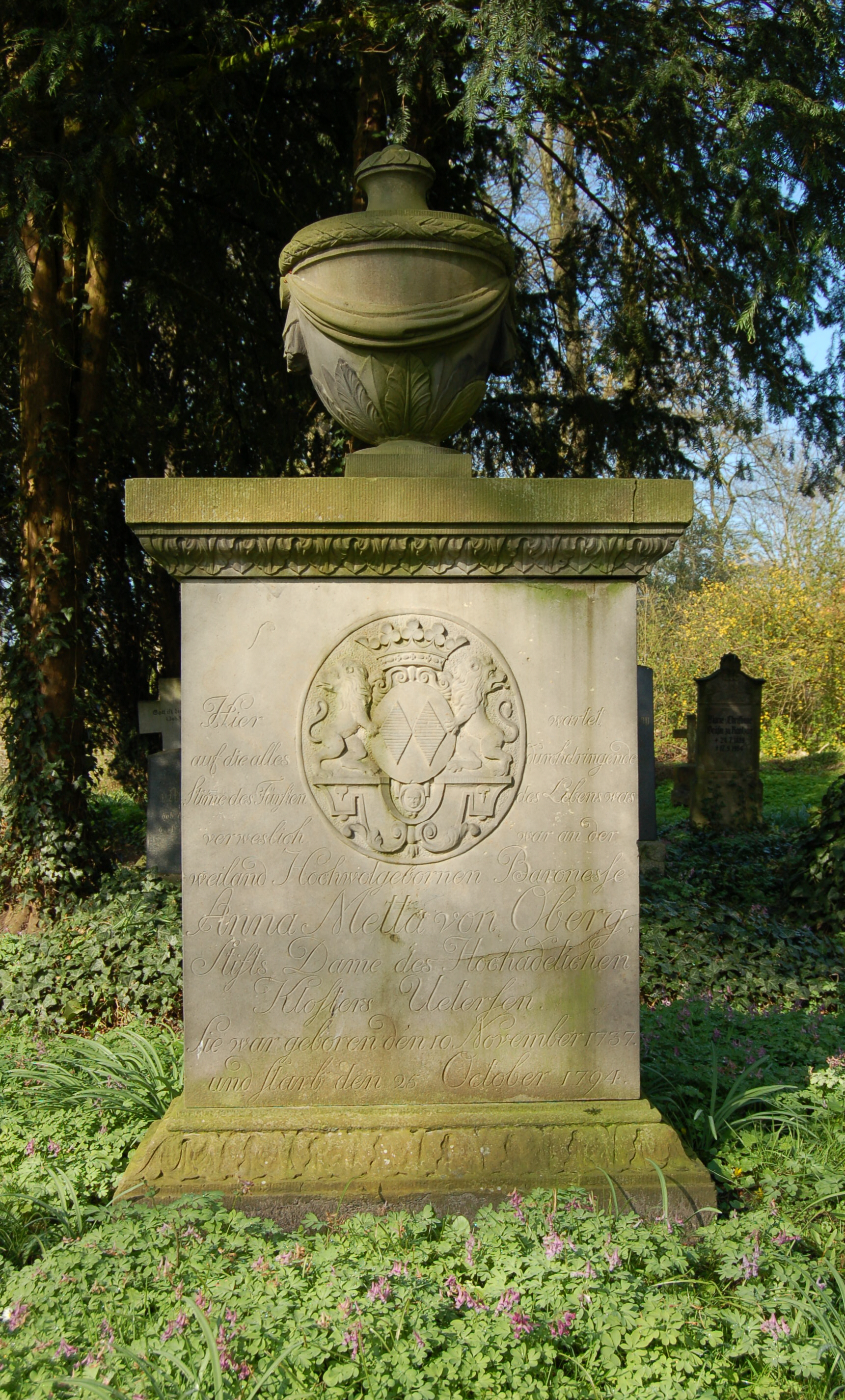
Grabstätte von Metta von Oberg

Anna Metta von Oberg war die Tochter von Georg Wilhelm Ludwig von Oberg (1711–1762), der in ihrem Geburtsjahr 1737 Mitbegründer der ersten Freimaurerloge in Deutschland war, und dessen Ehefrau Metta Henrietta, geborene von Ahlefeld (* um 1714), und über diese Enkelin von Benedikt von Ahlefeldt.
Metta von Oberg lebte in der Zeit von 1762 bis 1794 im adligen Kloster zu Uetersen. Dort lernte sie Augusta Louise zu Stolberg-Stolberg kennen, die als Konventualin 1770 in das Kloster zog. Beide bewohnten zusammen eine kleine Wohnung im Haus der Priörin des Klosters. Obwohl Metta 15 Jahre älter war, verband sie eine innige Freundschaft. Sie nahm innerlich teil an der Seelenfreundschaft ihrer Freundin Augusta Louise zu Johann Wolfgang von Goethe. Immer wieder ermutigte sie die junge Augusta Louise zum Schriftwechsel mit dem Dichter, nicht bewusst, dass beide später in die Literaturgeschichte eingehen sollten. Auch nachdem 1783 Augusta Louise nach Kopenhagen zog, um den dänischen Staatsminister Andreas Peter Bernstorff zu heiraten, stand sie ihrer besten Freundin zur Seite, denn mit der Heirat übernahm Auguste Louise auch die Erziehung der zehn Kinder des Grafen. Metta von Oberg starb im Alter von 57 Jahren nach schwerer Krankheit im Kloster von Uetersen. Die Grabstätte ziert das Wappen der Herren von Oberg.
Heute ist man sich sicher, dass es ohne Metta von Oberg nie den regen Briefwechsel zwischen Augusta Louise zu Stolberg-Stolberg und dem Dichter Johann Wolfgang von Goethe gegeben hätte. Diese Tatsache ist erfunden. Augusta wurde von dem Göttinger Literaten, Heinrich Christian Boie, später Landrat in Meldorf ermuntert mit ihrer Kritik am Werther mit Goethe in Briefwechsel zu treten, sowohl mit Lob als auch mit Kritik (der Selbstmord am Ende). Sie hat den Brief nicht unterschrieben, ihn durch Boie zustellen lassen, denn Goethe sollte ihr nur antworten, wenn er von ihren Gedanken angetan war und nicht etwa, weil sie einen berühmten Namen trug. Die Stolbergs waren ein im Harz regierendes Haus, ihr Vater war der jüngere Bruder des Regenten mit Sitz und Stimme im Reichstag und Augusta musste davon ausgehen, dass Goethe das wusste, deshalb die Anonymität. Goethe hat den Brief also an eine Unbekannte geschrieben und Boie hat ihn ihr wieder übergeben. Der Dichter hat in einer schweren Lebenskrise in seinem letzten Frankfurter Jahr sofort Vertrauen zu der einfühlsamen jungen Briefschreiberin gefasst, worauf der Briefwechsel mit Goethe entstanden ist, der keines Zuspruchs von Metta von Oberg bedurfte.